# 부칭
부칭(父稱) 또는 부계명(父系名)은 아버지나 할아버지 등 부계 조상의 이름을 따서 붙이는 인명이다. 비슷하게 모계 조상의 이름을 딴 이름으로 모계명이 있다.
부칭이 성씨보다 더 많이 쓰이는 지역이 있다. 러시아에서는 주로 가운데 이름으로 부칭이 쓰이며, 아이슬란드에서는 성씨를 거의 쓰지 않는다.
많은 켈트 · 이베리아 · 슬라브 · 영어 · 스칸다나비아 이름이 부칭에서 비롯되었는데, 그 예로는 윌슨(Wilson ← William의 아들), 파웰(Powell ← ap Hywel), 페르난데스(Fernández ← Fernando의), 카를손(Carlsson ← Carl의 아들), 스테파노비치(Stefanović ← 스테판의 아들), 오코너(O'Connor ← Connor의 손자) 등이 있다.

## 같이 보기
- 로마식 작명법
- 모계명